# نادي تسليه لكرة اليد
نادي تسليه لكرة اليد هو نادي كرة يد في سلوفينيا تأسس في 1947. يلعب في الدوري السلوفيني لكرة اليد. تبلغ سعة ملعبه 5500 متفرجا.

## الإنجازات
- الدوري السلوفيني لكرة اليد :
  - البطل (20) : 1991–92, 1992–93, 1993–94, 1994–95, 1995–96, 1996–97, 1997–98, 1998–99, 1999–2000, 2000–01, 2002–03, 2003–04, 2004–05, 2005–06, 2006–07, 2007–08, 2009–10, 2013–14, 2014–15, 2015–16
  - الوصافة (3) : 2001–02, 2011–12, 2012–13